# Decorator (patrón de diseño)
El patrón Decorator responde a la necesidad de añadir dinámicamente funcionalidad a un Objeto. Esto nos permite no tener que crear sucesivas clases que hereden de la primera incorporando la nueva funcionalidad, sino otras que la implementan y se asocian a la primera.

## Motivación
Un ejemplo para poder ver la aplicabilidad del patrón decorador podría ser el siguiente:
- Disponemos de una herramienta para crear interfaces gráﬁcas, que permite añadir funcionalidades como bordes o barras de desplazamiento a cualquier componente de la interfaz.
- Una posible solución sería utilizar la herencia para extender las responsabilidades de la clase. Si optamos por esta solución, estaríamos haciendo un diseño inflexible (estático), ya que el cliente no puede controlar cuándo y cómo decorar el componente con esa propiedad.
- La solución está en encapsular dentro de otro objeto, llamado Decorador, las nuevas responsabilidades. El decorador redirige las peticiones al componente y, además, puede realizar acciones adicionales antes y después de la redirección. De este modo, se pueden añadir decoradores con cualidades añadidas recursivamente.

- En este diagrama de clases, podemos ver que la interfaz decorador implementa la interfaz del componente, redirigiendo todos los métodos al componente visual que encapsula.
- Las subclases decoradoras refinan los métodos del componente, añadiendo responsabilidades.
- También se puede ver que el cliente no necesita hacer distinción entre los componentes visuales decorados y los sin decorar.

## Aplicabilidad
- Añadir responsabilidades a objetos individuales de forma dinámica y transparente
- Responsabilidades de un objeto pueden ser retiradas
- Cuando la extensión mediante la herencia no es viable
- Hay una necesidad de extender la funcionalidad de una clase, pero no hay razones para extenderlo a través de la herencia.
- Existe la necesidad de extender dinámicamente la funcionalidad de un objeto y quizás quitar la funcionalidad extendida.

## Participantes
- Componente

Deﬁne la interfaz para los objetos que pueden tener responsabilidades añadidas.
- Componente Concreto

Deﬁne un objeto al cual se le pueden agregar responsabilidades adicionales.
- Decorador

Mantiene una referencia al componente asociado. Implementa la interfaz de la superclase Componente delegando en el componente asociado.
- Decorador Concreto

Añade responsabilidades al componente.

## Colaboraciones
- El decorador redirige las peticiones al componente asociado.
- Opcionalmente puede realizar tareas adicionales antes y después de redirigir la petición.

## Consecuencias
- Más flexible que la herencia. Al utilizar este patrón, se pueden añadir y eliminar responsabilidades en tiempo de ejecución. Además, evita la utilización de la herencia con muchas clases y también, en algunos casos, la herencia múltiple.
- Evita la aparición de clases con muchas responsabilidades en las clases superiores de la jerarquía. Este patrón nos permite ir incorporando de manera incremental responsabilidades.
- Genera gran cantidad de objetos pequeños. El uso de decoradores da como resultado sistemas formados por muchos objetos pequeños y parecidos.
- Puede haber problemas con la identidad de los objetos. Un decorador se comporta como un envoltorio transparente. Pero desde el punto de vista de la identidad de objetos, estos no son idénticos, por lo tanto no deberíamos apoyarnos en la identidad cuando estamos usando decoradores.

## Implementación
El patrón Decorator soluciona este problema de una manera mucho más sencilla y extensible.
Se crea a partir de Ventana la subclase abstracta VentanaDecorator y, heredando de ella, BordeDecorator y BotonDeAyudaDecorator. VentanaDecorator encapsula el comportamiento de Ventana y utiliza composición recursiva para que sea posible añadir tantas "capas" de Decorators como se desee.
Podemos crear tantos Decorators como queramos heredando de VentanaDecorator.

### Ejemplo C++
```
//[Clase Component] ver diagrama de clases

class
 
IVentanaAbstracta

{

    
public
:

        
virtual
 
void
 
Dibujar
()
 
=
 
0
;

};

//[Clase ConcreteComponent] ver diagrama de clases, Clase que se desea decorar

class
 
Ventana
 
:
 
public
 
IVentanaAbstracta

{

    
public
:

        
void
 
Dibujar
()

        
{

            
std
::
cout
 
<<
 
" Ventana "
;

        
}

};

//[Clase Decorator] ver diagrama de clases

class
 
VentanaDecorator
 
:
 
public
 
IVentanaAbstracta

{

    
public
:

        
VentanaDecorator
(
IVentanaAbstracta
*
 
ventanaAbstracta
)

        
{

            
_VentanaAbstracta
 
=
 
ventanaAbstracta
;

        
}

        
virtual
 
void
 
Dibujar
()
 
=
 
0
;

    
protected
:

        
IVentanaAbstracta
*
 
_VentanaAbstracta
;

};

//[Clase ConcreteDecorator] ver diagrama de clases

class
 
BordeDecorator
 
:
 
public
 
VentanaDecorator

{

    
public
:

        
BordeDecorator
(
IVentanaAbstracta
*
 
ventanaAbstracta
)
 
:
 
VentanaDecorator
(
ventanaAbstracta
)

        
{

        
}

        
virtual
 
void
 
Dibujar
()

        
{

            
std
::
cout
 
<<
 
"|"
;

            
_VentanaAbstracta
->
Dibujar
();

            
std
::
cout
 
<<
 
"|"
;

        
}

};

//[Clase ConcreteDecorator] ver diagrama de clases

class
 
BotonDeAyudaDecorator
 
:
 
public
 
VentanaDecorator

{

    
public
:

        
BotonDeAyudaDecorator
(
IVentanaAbstracta
*
 
ventanaAbstracta
)
 
:
 
VentanaDecorator
(
ventanaAbstracta
)

        
{

        
}

        
virtual
 
void
 
Dibujar
()

        
{

            
_VentanaAbstracta
->
Dibujar
();

            
std
::
cout
 
<<
 
"[Boton de Ayuda]"
;

        
}

};

int
 
main
()

{

    
BotonDeAyudaDecorator
*
 
ventanaConBotonDeAyuda
 
=
 
new
 
BotonDeAyudaDecorator
(
new
 
Ventana
());

    
ventanaConBotonDeAyuda
->
Dibujar
();

    
std
::
cout
 
<<
 
std
::
endl
;

    
BordeDecorator
*
 
ventanaConBotonDeAyudaYBorde
 
=
 
new
 
BordeDecorator
(
ventanaConBotonDeAyuda
);

    
ventanaConBotonDeAyudaYBorde
->
Dibujar
();

    
std
::
cout
 
<<
 
std
::
endl
;

    
BordeDecorator
*
 
ventanaConBorde
 
=
 
new
 
BordeDecorator
(
new
 
Ventana
());

    
ventanaConBorde
->
Dibujar
();

    
std
::
cout
 
<<
 
std
::
endl
;

    
BordeDecorator
*
 
ventanaConDobleBorde
 
=
 
new
 
BordeDecorator
(
ventanaConBorde
);

    
ventanaConDobleBorde
->
Dibujar
();

    
std
::
cout
 
<<
 
std
::
endl
;

    
delete
 
ventanaConBotonDeAyuda
;

    
delete
 
ventanaConBotonDeAyudaYBorde
;

    
delete
 
ventanaConBorde
;

    
delete
 
ventanaConDobleBorde
;

    
return
 
0
;

}

```

### Ejemplo C#
```
using
 
System
;

using
 
System.Collections.Generic
;

using
 
System.Text
;

namespace
 
Decorator

{

    
class
 
Program

    
{

        
static
 
void
 
Main
(
string
[]
 
args
)

        
{

            
BotonDeAyudaDecorator
 
ventanaConBotonDeAyuda
 
=
 
new
 
BotonDeAyudaDecorator
(
new
 
Ventana
());

            
BordeDecorator
 
ventanaConBotonDeAyudaYBorde
 
=
 
new
 
BordeDecorator
(
ventanaConBotonDeAyuda
);

            
ventanaConBotonDeAyudaYBorde
.
Dibujar
();

            
Console
.
WriteLine
();

            
BordeDecorator
 
ventanaConBorde
 
=
 
new
 
BordeDecorator
(
new
 
Ventana
());

            
ventanaConBorde
.
Dibujar
();

            
Console
.
WriteLine
();

            
BordeDecorator
 
ventanaConDobleBorde
 
=
 
new
 
BordeDecorator
(
ventanaConBorde
);

            
ventanaConDobleBorde
.
Dibujar
();

            
Console
.
WriteLine
();

            

            
BordeDecorator
 
ventanaConDobleBordeYBotonDeAyuda
 
=
 
new
 
BordeDecorator
(
new
 
BordeDecorator
(
ventanaConBotonDeAyuda
));

            
ventanaConDobleBordeYBotonDeAyuda
.
Dibujar
();

            
Console
.
WriteLine
();

            
Console
.
Read
();

        
}

        
//[Clase Component] ver diagrama de clases

        
public
 
interface
 
IVentanaAbstracta

        
{

            
void
 
Dibujar
();

        
}

        
//[Clase ConcreteComponent] ver diagrama de clases, Clase que se desea decorar

        
public
 
class
 
Ventana
 
:
 
IVentanaAbstracta

        
{

            
public
 
void
 
Dibujar
()
 
{
 
Console
.
Write
(
" Ventana "
);
 
}

        
}

        
//[Clase Decorator] ver diagrama de clases

        
public
 
abstract
 
class
 
VentanaDecorator
 
:
 
IVentanaAbstracta

        
{

            
public
 
VentanaDecorator
(
IVentanaAbstracta
 
ventanaAbstracta
)
 
{
 
_VentanaAbstracta
 
=
 
ventanaAbstracta
;
 
}

            
protected
 
IVentanaAbstracta
 
_VentanaAbstracta
;

            
public
 
abstract
 
void
 
Dibujar
();

        
}

        
//[Clase ConcreteDecorator] ver diagrama de clases

        
public
 
class
 
BordeDecorator
 
:
 
VentanaDecorator

        
{

            
public
 
BordeDecorator
(
IVentanaAbstracta
 
ventanaAbstracta
)
 
:
 
base
(
ventanaAbstracta
)
 
{
 
}

            
public
 
override
 
void
 
Dibujar
()
 
{
 
Console
.
Write
(
"|"
);
 
_VentanaAbstracta
.
Dibujar
();
 
Console
.
Write
(
"|"
);
 
}
            

        
}

        
//[Clase ConcreteDecorator] ver diagrama de clases

        
public
 
class
 
BotonDeAyudaDecorator
 
:
 
VentanaDecorator

        
{

            
public
 
BotonDeAyudaDecorator
(
IVentanaAbstracta
 
ventanaAbstracta
)
 
:
 
base
(
ventanaAbstracta
)
 
{
 
}

            
public
 
override
 
void
 
Dibujar
()
 
{
 
_VentanaAbstracta
.
Dibujar
();
 
Console
.
Write
(
"[Boton de Ayuda]"
);
 
}
            

        
}

    
}

}

```

### Ejemplo Java
```
 

 
public
 
abstract
 
class
 
Componente
{

    
abstract
 
public
 
void
 
operacion
();

 
}

 

 
public
 
class
 
ComponenteConcreto
 
extends
 
Componente
{

    
public
 
void
 
operacion
(){

        
System
.
out
.
println
(
"ComponenteConcreto.operacion()"
);

    
}

 
}

 

 
public
 
abstract
 
class
 
Decorador
 
extends
 
Componente
{

    
private
 
Componente
 
componente
;

 

    
public
 
Decorador
(
Componente
 
componente
){

        
this
.
componente
 
=
 
componente
;

    
}

 

    
public
 
void
 
operacion
(){

        
componente
.
operacion
();

    
}

 
}

 

 
public
 
class
 
DecoradorConcretoA
 
extends
 
Decorador
{

    
private
 
String
 
propiedadAñadida
;

 

    
public
 
DecoradorConcretoA
(
Componente
 
componente
){

        
super
(
componente
);

    
}

 

    
public
 
void
 
operacion
(){

        
super
.
operacion
();

        
this
.
propiedadAñadida
 
=
 
"Nueva propiedad"
;

        
System
.
out
.
println
(
"DecoradorConcretoA.operacion()"
);

    
}

 
}

 

 
public
 
class
 
DecoradorConcretoB
 
extends
 
Decorador
{

    
public
 
DecoradorConcretoB
(
Componente
 
componente
){

        
super
(
componente
);

    
}

 

    
public
 
void
 
operacion
(){

        
super
.
operacion
();

        
comportamientoAñadido
();

        
System
.
out
.
println
(
"DecoradorConcretoB.operacion()"
);

    
}

 

    
public
 
void
 
comportamientoAñadido
(){

        
System
.
out
.
println
(
"Comportamiento B añadido"
);

    
}

 
}

 

 
public
 
class
 
Cliente
{

    
public
 
static
 
void
 
main
(
String
[]
 
args
){

        
ComponenteConcreto
 
c
 
=
 
new
 
ComponenteConcreto
();

        
DecoradorConcretoA
 
d1
 
=
 
new
 
DecoradorConcretoA
(
c
);

        
DecoradorConcretoB
 
d2
 
=
 
new
 
DecoradorConcretoB
(
d1
);

        
d2
.
operacion
();
//output: "ComponenteConcreto.operacion()\n DecoradorConcretoA.operacion()\n Comportamiento B añadido\n DecoradorConcretoB.operacion()"

    
}

 
}

```

### Ejemplo Python
```
def
 
establecer_costo_decorator
(
funcion
):

    
def
 
envoltorio1
(
instancia
,
 
costo
):

        
funcion
(
instancia
,
 
costo
)

    
return
 
envoltorio1

 

def
 
obtener_costo_decorator
(
costo_adicional
):

    
def
 
envoltorio1
(
funcion
):

        
def
 
envoltorio2
(
instancia
):

            
return
 
funcion
(
instancia
)
 
+
 
costo_adicional

        
return
 
envoltorio2

    
return
 
envoltorio1

 

class
 
Cafe
(
object
):

    
@establecer_costo_decorator

    
def
 
establecer_costo
(
self
,
 
costo
):

        
self
.
costo
 
=
 
costo

 
    
@obtener_costo_decorator
(
0.5
)

    
@obtener_costo_decorator
(
0.7
)

    
@obtener_costo_decorator
(
0.2
)

    
def
 
obtener_costo
(
self
):

        
return
 
self
.
costo

 

cafe
 
=
 
Cafe
()

cafe
.
establecer_costo
(
1.0
)

print
 
(
cafe
.
obtener_costo
())
 
# 2.4

```

### Ejemplo de PHP
```
<?php

interface
 
iCoffee

{

	
public
 
function
 
getBaseCost
();

}

class
 
Coffee
 
implements
 
iCoffee

{

	
protected
 
$_baseCost
 
=
 
0
;

	
	
public
 
function
 
getBaseCost
()

	
{

		
return
 
$this
->
_baseCost
;

	
}

}

class
 
BlackCoffee
 
extends
 
Coffee

{

	
public
 
function
 
__construct
()

	
{

		
$this
->
_baseCost
 
=
 
5
;

	
}

}

abstract
 
class
 
CoffeeDecorator
 
implements
 
iCoffee

{

	
protected
 
$_coffee
;

	
	
public
 
function
 
__construct
(
iCoffee
 
$Coffee
)

	
{

		
$this
->
_coffee
 
=
 
$Coffee
;

	
}

}

class
 
WithCream
 
extends
 
CoffeeDecorator

{

	
public
 
function
 
getBaseCost
()

	
{

		
return
 
$this
->
_coffee
->
getBaseCost
()
 
+
 
1.5
;

	
}

}

class
 
WithMilk
 
extends
 
CoffeeDecorator

{

	
public
 
function
 
getBaseCost
()

	
{

		
return
 
$this
->
_coffee
->
getBaseCost
()
 
+
 
4
;

	
}

}

class
 
WithChocolate
 
extends
 
CoffeeDecorator

{

	
public
 
function
 
getBaseCost
()

	
{

		
return
 
$this
->
_coffee
->
getBaseCost
()
 
+
 
5
;

	
}

}

$coffee
 
=
 
new
 
WithChocolate
(
new
 
WithMilk
(
new
 
WithCream
(
new
 
BlackCoffee
())));

echo
 
'El precio del cafe es: $'
 
.
 
$coffee
->
getBaseCost
();

```

### Ejemplo Delphi
Dividimos la implementación del decorador en un paquete llamado PaqueteDecorador.bpl (código a continuación)
```
unit
 
PruebaDecorador
;

interface

type

IBebida
 
=
 
interface

[
'{C58DD7FD-EA4A-4419-A9DF-CED5D260810A}'
]

  
function
 
getDescripcion
 
:
 
String
;

  
function
 
precio
 
:
 
Real
;

end
;

TCafe
 
=
 
class
(
TInterfacedObject
,
 
IBebida
)

  
private

    
FDescripcion
 
:
 
String
;

  
public

    
constructor
 
Create
;

    
function
 
getDescripcion
 
:
 
String
;

    
function
 
precio
 
:
 
Real
;

end
;

TLeche
 
=
 
class
(
TInterfacedObject
,
 
IBebida
)

  
private

    
FDescripcion
 
:
 
String
;

  
public

    
constructor
 
Create
;

    
function
 
getDescripcion
 
:
 
String
;

    
function
 
precio
 
:
 
Real
;

end
;

TIngredientes
 
=
 
class
(
TInterfacedObject
,
 
IBebida
)

  
function
 
getDescripcion
 
:
 
String
;
 
virtual
;
 
abstract
;

  
function
 
precio
 
:
 
Real
;
 
virtual
;
 
abstract
;

end
;

TChocolate
 
=
 
class
(
TIngredientes
)

  
private

    
FDescripcion
 
:
 
String
;

    
FBebida
 
:
 
IBebida
;

  
public

    
constructor
 
Create
(
TObject
 
:
 
IBebida
)
;

    
function
 
getDescripcion
 
:
 
String
;
  
override
;

    
function
 
precio
 
:
 
Real
;
 
override
;

end
;

TCereales
 
=
 
class
(
TIngredientes
)

  
private

    
FDescripcion
 
:
 
String
;

    
FBebida
 
:
 
IBebida
;

  
public

    
constructor
 
Create
(
TObject
 
:
 
IBebida
)
;

    
function
 
getDescripcion
 
:
 
String
;
 
override
;

    
function
 
precio
 
:
 
Real
;
 
override
;

end
;

implementation

uses

  
Spring
.
Container
,

  
Spring
.
Services

  
;

{ TBebida }

constructor
 
TCafe
.
Create
;

begin

  
FDescripcion
 
:=
 
'Cafe'
;

end
;

function
 
TCafe
.
getDescripcion
:
 
String
;

begin

  
Result
 
:=
 
FDescripcion
;

end
;

function
 
TCafe
.
precio
:
 
Real
;

begin

  
Result
 
:=
 
1.00
;

end
;

{ TChocolate }

constructor
 
TChocolate
.
Create
(
TObject
:
 
IBebida
)
;

begin

  
FDescripcion
 
:=
 
'Chocolate (ing)'
;

  
FBebida
 
:=
 
TObject
;

end
;

function
 
TChocolate
.
getDescripcion
:
 
String
;

begin

  
Result
 
:=
 
FDescripcion
 
+
 
' '
 
+
 
FBebida
.
getDescripcion
;

end
;

function
 
TChocolate
.
precio
:
 
Real
;

begin

  
Result
 
:=
 
0.5
 
+
 
FBebida
.
precio
;

end
;

{ TCereales }

constructor
 
TCereales
.
Create
(
TObject
:
 
IBebida
)
;

begin

  
FDescripcion
 
:=
 
'Cereales (ing)'
;

  
FBebida
 
:=
 
TObject
;

end
;

function
 
TCereales
.
getDescripcion
:
 
String
;

begin

  
Result
 
:=
 
FDescripcion
 
+
 
' '
 
+
 
FBebida
.
getDescripcion
;

end
;

function
 
TCereales
.
precio
:
 
Real
;

begin

  
Result
 
:=
 
0.2
 
+
 
FBebida
.
precio
;

end
;

{ TLeche }

constructor
 
TLeche
.
Create
;

begin

  
FDescripcion
 
:=
 
'Leche'
;

end
;

function
 
TLeche
.
getDescripcion
:
 
String
;

begin

    
Result
 
:=
 
FDescripcion
;

end
;

function
 
TLeche
.
precio
:
 
Real
;

begin

  
Result
 
:=
 
0.75
;

end
;

initialization

  
GlobalContainer
.
RegisterType
<
TCafe
>.
Implements
<
IBebida
>
(
'Cafe'
)
;

  
GlobalContainer
.
RegisterType
<
TLeche
>.
Implements
<
IBebida
>
(
'Leche'
)
;

  
GlobalContainer
.
RegisterType
<
TChocolate
>.
Implements
<
IBebida
>
(
'Chocolate'
)
;

  
GlobalContainer
.
RegisterType
<
TCereales
>.
Implements
<
IBebida
>
(
'Cereales'
)
;

  
GlobalContainer
.
Build
;

end
.

```

y el código desde el que se invoca el paquete 
```
program
 
ConsolaDecorador
;

{$APPTYPE CONSOLE}

{$R *.res}

uses

  
System
.
SysUtils
,

  
Spring
.
Services
,
  
//  ServiceLocator

  
PruebaDecorador
;

var

  
cafe
,
 
leche
:
 
IBebida
;

begin

  
try

    
cafe
 
:=
 
ServiceLocator
.
GetService
<
IBebida
>
(
'Cafe'
)
;

    
cafe
 
:=
 
TChocolate
.
Create
(
cafe
)
;

    
cafe
 
:=
 
TCereales
.
Create
(
cafe
)
;

    
writeln
(
cafe
.
precio
)
;

    
writeln
(
cafe
.
getDescripcion
)
;

    
leche
 
:=
 
ServiceLocator
.
GetService
<
IBebida
>
(
'Leche'
)
;

    
leche
 
:=
 
TChocolate
.
Create
(
leche
)
;

    
leche
 
:=
 
TChocolate
.
Create
(
leche
)
;

    
writeln
(
leche
.
precio
)
;

    
writeln
(
leche
.
getDescripcion
)
;

  
except

    
on
 
E
:
 
Exception
 
do

      
Writeln
(
E
.
ClassName
,
 
': '
,
 
E
.
Message
)
;

  
end
;

  
readln
;

end
.

```